# Pietro Chiari
Pietro Chiari (ur. 25 grudnia 1712 w Brescii, zm. 1785 tamże) – dramaturg, librecista, dziennikarz i powieściopisarz wenecki.
Wstąpił do jezuitów pod koniec studiów, ale nie pozostał tam długo; W 1747 roku został księdzem świeckim, całkowicie poświęcił się zamiłowaniu do literatury i żył jako obcy w innych sprawach niż komponowanie swoich dzieł. Od 1747 do 1762 przebywał w Wenecji, z tytułem nadwornego poety księcia Franciszka III d’Este, lecz nie wykonującego żadnych oficjalnych funkcji. W tym czasie napisał prawie 60 komedii. Od końca roku 1761 współpracował z nim Carlo Goldoni. Od 1761 do 1762 był dyrektorem periodyku Gazzetta Veneta, po jego założycielu Gaspare Gozzi. Od roku 1762 powrócił do rodzinnego miasta.
Napisał wiele libretti operowych.
Jego dramaty wydrukowano wielokrotnie (Wenecja 1756, Bologna 1759-62), kolejne (Wenecja 1762) i kilka tragedii (Bolonia 1792).

## Dzieła

### Komedie
- La scuola delle vedove ("Szkoła wdów") (1749)
- La schiava cinese (1753)
- Il filosofo veneziano ("filozof wenecki") (1753)

### Powieści
- La filosofessa italiana (1753)
- La cantatrice per disgrazia (1754)
- Le memorie di madama Tolot ovvero la giocatrice di lotto (1757)
- La bella pellegrina ("piękna pielgrzymująca") (1759)
- La francese in Italia ("Francuz w Italii") (1759)
- La veneziana di spirito ("Wenecjanka duchem") (1762).